# Acueducto de Avoncliff
El acueducto de Avoncliff permite el cruce del canal del Kennet y del Avon sobre el río Avon y el ferrocarril de Bath a Westbury, en Avoncliff (Wiltshire, Inglaterra). Situado a unas 1,5 millas (2,4 km) al oeste de Bradford-on-Avon, fue construido por John Rennie y el ingeniero jefe John Thomas, entre 1797 y 1801. Es una estructura catalogada de Grado II.

## Historia
Durante su construcción se utilizó piedra de una cantera local, que se rompió debido a las heladas. Esto provocó el colapso de los contrafuertes y la necesidad de reconstruir partes de la estructura. Finalmente, se utilizó piedra de Bath procedente de Bathampton Down para garantizar una mayor estabilidad.
El acueducto, de 110 yardas (100,6 m) de largo, está formado por tres arcos: un arco elíptico central de 18,3 m (60 ft) de luz y dos arcos laterales de medio punto de 10,4 m (34 ft) cada uno. Los muros de las enjutas y de las alas están construidos en hiladas alternas de mampostería y sillares de piedra. El tramo central se hundió poco después de su construcción y ha sido reparado muchas veces.
Como parte de la restauración del canal del siglo XX, el acueducto se revistió con una "cuna" de hormigón y se impermeabilizó en 1980.

## Galería
|  |  |  |